# Robin Hansson
Robin Hansson (ur. 26 lutego 1997 w Mölndal) – szwedzki kierowca wyścigowy.

## Kariera

### Formuła BMW
Po licznych sukcesach w kartingu, Hansson rozpoczął karierę w jednomiejscowych samochodach wyścigowych w wieku 15 lat w 2012 roku w Formule BMW Talent Cup. W klasie Shootout zdobył tytuł mistrzowski. Rok później w głównej serii dwukrotnie stawał na podium, w tym raz na jego najwyższym stopniu. Dorobek 49 punktów pozwolił mu zdobyć tytuł mistrza serii.

### Formuła Renault
W 2013 roku Szwed wystartował w Szwedzkiej Formule Renault 1.6, gdzie raz wygrał. Z dorobkiem 31 punktów uplasował się na jedenastej pozycji w końcowej klasyfikacji kierowców. Na sezon 2014 Hansson podpisał także kontrakt ze szwedzką ekipą Fragus BR Motorsport na starty w Północnoeuropejskiego Pucharu Formuły Renault 2.0. W ciągu piętnastu wyścigów, w których wystartował, uzbierał łącznie 75 punktów. Dało to mu dwudzieste miejsce w końcowej klasyfikacji kierowców. Wystartował także gościnnie w wyścigach niemieckiej rundy Europejskiego Pucharu Formuły Renault 2.0, plasując się na 26 i 22 pozycji.

## Statystyki
| Sezon | Seria                                         | Zespół               | Wyścigi | Zwycięstwa | PP | NO | Podium | Punkty | Pozycja |
| ----- | --------------------------------------------- | -------------------- | ------- | ---------- | -- | -- | ------ | ------ | ------- |
| 2012  | Formuła BMW Talent Cup Shootout               |                      |         |            |    |    |        |        | 1       |
| 2013  | Formuła BMW Talent Cup Shootout               |                      | 3       | 1          |    |    | 2      | 49     | 1       |
| 2013  | Szwedzka Formuła Renault 1.6                  | Team BR Motorsport   | 2       | 1          | 0  | 1  | 1      | 31     | 11      |
| 2014  | Toyota Racing Series New Zealand              | Victory Motor Racing | 15      | 0          | 0  | 0  | 0      | 320    | 19      |
| 2014  | Europejski Puchar Formuły Renault 2.0†        | Fragus BR Motorsport | 2       | 0          | 0  | 0  | 0      | 0      | NS†     |
| 2014  | Północnoeuropejski Puchar Formuły Renault 2.0 | Fragus BR Motorsport | 15      | 0          | 0  | 0  | 0      | 75     | 20      |
| 2014  | Szwedzka Formuła Renault 1.6                  | Fragus BR Motorsport | 2       | 1          | 0  | 0  | 2      | 43     | 11      |

† – Russell nie był zaliczany do klasyfikacji.